# Víctor Mora (artista)
Víctor Mora (Azcapotzalco, México, 30 de diciembre de 1971) es un artista visual, diseñador y docente mexicano. Fue miembro del Sistema Nacional de Creadores de Arte en el 2014 y docente del Instituto Nacional de Bellas Artes y Literatura y la Universidad Autónoma del Estado de Morelos.
Sus trabajos se encuentran publicados en diversos libros, catálogos y revistas especializadas como Magotzin de la Universidad Autónoma del Estado de Hidalgo. Mora se especializa en la electrografía e iconografía, además trabaja con el arte encontrado, también conocido como ready-made.

## Biografía
Es Licenciado en Diseño Gráfico de la Universidad Cuauhtémoc de Guadalajara. Complementó sus estudios con una maestría en la Academia de San Carlos y un doctorado en Imagen, Arte, Cultura y Sociedad en la Universidad Autónoma del Estado de Morelos.
Durante su trayectoria como artista ha colaborado en la Escuela de Diseño del Instituto Nacional de Bellas Artes, en la Universidad de Las Américas, A.C., y en el Centro Universitario de Arte Arquitectura y Diseño de la Universidad de Guadalajara. También ha realizado exposiciones individuales y colectivas en varios como países como México, Guatemala, Colombia, Japón, Egipto, Rumania, España, Alemania y Estados Unidos. Desde la década de 1990 ha participado en varios eventos culturales, salones y bienales de América, Europa y el Oriente. Varias de sus exhibiciones han contado con el apoyo de organismos nacionales como el Fondo Nacional para la Cultura y las Artes.
Sus obras se encuentran en diversos museos y centros culturales nacionales e internacionales como el Museo de Arte Moderno de Cartagena, en Colombia, Museo de Arte de Timișoara, en Rumania, el Antiguo Palacio del Arzobispado, Museo Nacional de la Estampa, Hospicio Cabañas, entre otros.

## Trayectoria
Víctor Mora ha participado en diferentes exposiciones tanto colaborativas como personales, las cuales resaltan:
Electrografía – Gráfica Líquida (2023)
Exposición presentada en el Museo de la Estampa del Estado de México, usando como técnica la Electrografía, el artista presentó una colección experimentando en diversos formatos y materiales. 
Creando piezas como Familia en Conversa donde muestra a sus personajes en impresiones traslucidas sumergidas en una especie de almíbar denso dentro de frascos de vidrio que invitan al espectador a un juego visual entre la conservación y lo tridimensional. Otra colección fue la Familia Sísmica, imágenes experimentales con diversos procesos de estampación sobre textil en gran formato construyendo escenas “casi” teatrales con retratos de quienes integran su círculo más cercano, también se contó con Patrones y Figurines, donde se trabaja en torno a la moda como elemento que acompaña a la evolución de la ciudad, el desarrollo del capitalismo y los sistemas de consumo.
After (2022)
Fue una exposición que estuvo recorriendo varios lugares de México y el mundo, conformada por treinta obras en formato pequeño tipo collage que se generan a partir de sucesos políticos, sociales y culturales que han pasado en el país a través de los años como el sismo de 1985, marchas contra la política hasta llegar a la desaparecieron de los 43 normalistas de Ayotzinapa.
Expandidos (2020)
Serie gráfica tridimensional, integrada por tres piezas que se exhibieron en el Jardín Escultórico del recinto de la Universidad Veracruzana y que son resultado de la investigación entre la electrografía y la gráfica en expansión. Obras que recibieron mención honorífica en la 5ª Bienal “Alfredo Zalce”
Hacinamiento (2016)
Es una exposición realizada en el estado de Veracruz, en el Centro Cultural Atarazanas, donde se presentan imágenes entrelazadas en torno a la opresión, la economía deshumanizante y la acumulación de la compra desmedida, se género una radiografía a la Arquitectura del Poder, los fenómenos presentes en una sociedad cada vez más feroz y violenta, tanto en la opresión como en la economía.
SIMPLIcity (2015)
Cuando Víctor forma parte del Sistema Nacional de Creadores, realiza esta exposición en el Fondo Nacional de la Cultura y las Artes, presentando la nueva gráfica compuesta por una veintena de piezas que se realizan sobre diversos soportes como maniquíes, pasta de sémola de maíz y papel utilizando diferentes técnicas de estampación y dibujo. SIMPLIcity presenta imágenes representativas del México que mediados del siglo XX se convertía en una sociedad moderna, adaptándose a los nuevos medios de transporte públicos remarcando el cambio en la estructura urbana, además de la manera de vestir de la población que hace evidente su evolución.
Edredongrafía – Gráfica Viva
El artista le gusta jugar con el movimiento, el desplazamiento, la instantaneidad de la ciudad y eso es lo que refleja en su iconografía y en su proceso de creación. A Víctor le gusta investigar, reflexionar, jugar con su medio y se ve reflejado en cada obra. De eso trata el trabajo de Edredongrafía donde nos muestra su experiencia y su estilo único. Las formas, los patrones y edredones son parte de esta serie de piezas.
Gráfica Tridimensional (2006)
Trabajo basado en la fragmentación de las imágenes por las que se construye una estética caótica figurativa-abstracta, en la cual cada parte es independiente y a su vez, se genera una narrativa instante. Para esta exposición se crearon imágenes comprimidas en formas, que permiten una nueva realidad, en donde el observador forma parte de la obra, creando su propia versión de la historia. En estas obras podemos ver el lado poético de Víctor, mediante la selección de elementos o imágenes ejecutados mediante un orden de valores determinado, presentado por medio de un collage. 
Visiones de azotea (2004)
Colección presentada en el Museo de la Estampa de Toluca, mostrando la ciudad a la galería, a través de una obra híbrida que conjuga la gráfica, la fotografía, la escultura y el performance, creando un micromundo en el que la relación entre hombre y ciudad se ven trastocadas tanto por las dimensiones de los objetos como por las acciones. La ciudad se muestra a través de imágenes creadas en grabado, fotografías y figuras humanas tridimensionales y acrílicos siendo intervenidos de forma directa.

## Distinciones y reconocimientos
- Premio EXATEC en Monterrey.[1]
- Premio del Jardín Escultórico Bicentenario Alameda de Guadalajara, Jalisco.[1]
- Mención honorífica en la V Bienal Nacional de Pintura y Grabado Alfredo Zalce.[1]
- Becario del Gobierno del Estado de Jalisco, del Distrito Federal y por la Universidad Nacional Autónoma de México.[1]
- Becario del Programa Estímulos a la Innovación Desarrollo Artístico y Cultural del IMAC.

## Obras publicadas
- Influencia del arte en los entornos organizacionales. UDLAP (2022)[9]
- La realidad que vemos o la realidad que percibimos en los nuevos medios de comunicación y arte. UDLAP (2021)[10]
- Electrografía en México: exponentes de la creación gráfica. Mario Rangel Faz. Revista MAGOTZI (2020)[11]
- Electrografía: notas para una definición acerca de la gráfica actual. Revista MAGOTZI (2018).[12]
- El arte de aquí visto desde allá. Coordinador de la publicación de la ARPA/BUAP (2017).
- Psicología del Color y la Forma. Antología publicada en Universidad de Londres (2015)[13]
- Electrografía: proceso y evolución en México la evolución de la imagen electrográfica en la ciudad de México 1990-2010.[14]